# Carbondale (Colorado)
Carbondale ist eine Town im Garfield County im US-Bundesstaat Colorado. Carbondale hat 6427 Einwohner (Stand: 2010) und liegt nahe der Grenze zum Pitkin County und Eagle County. Die Gemeinde liegt am Zusammenfluss des Crystal River in den Roaring Fork River. Carbondale wird von den Colorado State Highways 133 und 82 tangiert.